# Beatty (Saskatchewan)
Pour les articles homonymes, voir Beatty.
Beatty est un village situé dans la province de Saskatchewan, dans le centre.